# پروژه شکوفایی ایران
پروژه شکوفایی ایران (به انگلیسی: Iran's Prosperity Project، IPP) پروژه ای برای بازسازی ایران است که در سال ۱۴۰۳ توسط رضا پهلوی معرفی شد. این پروژه شامل ۱۰ اصل اقتصادی است که بر اساس مشاوره‌های مداوم با اقتصاددانان و رهبران تجاری شکل گرفته است. بخشی از این پروژه مربوط به زمان پس از فروپاشی است که پس از آن کشور ایران چگونه باید اداره شود.

### محورهای پروژه شکوفایی ایران
1. سیاست‌گذاری اقتصادی به گونه‌ای که به شهروندان باید اعتماد کرد تا تصمیماتی براساس منافعشان بگیرند.
2. دولت باید فرصت‌هایی برای شکوفایی همه شهروندان ایجاد کند.
3. سیاست‌ها باید با تقویت مسئولیت‌پذیری فردی و نوآوری، افراد را توانمند کنند.
4. یک اقتصاد پویا به احترام به مالکیت خصوصی و حفاظت از آن در برابر مداخله وابسته است.
5. سازوکارهای بازار باید تا جای ممکن راهنمای تعاملات اقتصادی میان شهروندان باشد.
6. دولت باید با اطمینان از امنیت سرمایه‌گذاری و ایجاد محیطی مناسب برای کسب و کار، موانع را از سر راه کارآفرینان داخلی بردارد و برای آن‌ها شرایط مناسب فراهم کند.
7. کنترل تورم نیازمند انضباط و ایجاد یک بانک مرکزی مستقل است.
8. موانع مشارکت زنان در بازار کار باید برداشته شوند.
9. تولید و بهره‌وری باید موتور رشد اقتصادی باشد که ازطریق ارتقای سرمایه انسانی و پذیرش فناوری ممکن می‌شود.
10. ایران باید به اقتصاد جهانی بازگردد و شرایطی را فراهم کند که سرمایه‌گذاری خارجی را جذب کند.[۲]

## نخستین گروه پروژه شکوفایی ایران
در تاریخ ۱۰ اردیبهشت ۱۴۰۴ در نشست رسانه ای نخستین گروه پروژه شکوفایی ایران رونمایی شد این نشست با همکاری سازمان نوفدی شکل گرفت و رضا پهلوی از سخنران اصلی این پروژه بودند دارا خسروشاهی مدیر عامل اوبر و شروین پیشه‌ور نیز در این پروژه حضور داشتند و دربارهٔ ایران آینده صحبت کردند. همچنین نور پهلوی نیز در نخستین گروه پروژه شکوفایی ایران حضور داشت و دربارهٔ وضعیت سلامت در ایران صحبت کرد.

## اعضای پروژه
سعید قاسمی نژاد
احمد عشقیار
امیر شریفی امامی
محمدرضا جهان پرور
الکس فاطمی
کوین راد
سارا بازوبندی
مهدی بیهقی
حسین پورمند
بورگان نظامی نرج آباد
پیام علی پور
سیامک جوادی